# Tenggol
Tenggol (en malais : Pulau Tenggol) est une île malaise située dans les îles Tenggol dans la mer de Chine méridionale. Elle appartient à l'État de Terengganu.

## Géographie
Elle est située à 17 km de Kuala Dungun.
Elle est couverte de forêts comme Nyireh, au contraire de Tokong Timur, Tokong Burung, Tokong Talang et Tokong Laut.